# Samuel Armenteros
Kristian Samuel Armenteros Nunez Jansson, noto semplicemente come Samuel Armenteros (Göteborg, 27 maggio 1990), è un calciatore svedese, di origini cubane, attaccante svincolato.

## Carriera

### Club
Cresciuto calcisticamente nelle giovanili dell'Heerenveen, passa nell'estate 2009 all'Heracles Almelo società di Eredivisie. Nel gennaio 2013 viene ceduto ai belgi dell'Anderlecht dove colleziona solamente 7 presenze segnando una sola rete.
Nell'agosto 2013 fa ritorno nei Paesi Bassi dove passa in prestito al Feyenoord.
Nella stagione successiva passa sempre in prestito militando nel Willem II dove gioca 29 partite segnando 11 reti. Nel settembre 2015 viene ingaggiato dal Qarabağ dove totalizza, tra tutte le competizioni, 32 presenze e 11 reti.
Nell'estate del 2016 fa ritorno, dopo tre anni e mezzo, all'Heracles Almelo realizzando in quella stagione in campionato diciannove reti in ventinove partite.
Il 30 agosto 2017 viene acquistato a titolo definitivo dal Benevento. Con la formazione debuttante in Serie A firma un contratto valido fino al 30 giugno 2020. Dopo aver esordito il 17 settembre, realizza la sua prima rete nella massima serie italiana il 19 novembre seguente nella sfida persa per 2-1 contro il Sassuolo.
Il 2 febbraio 2018 passa in prestito oneroso al Portland Timbers.
Terminato il prestito in MLS, nel gennaio 2019 fa ritorno al Benevento, in Serie B. L'8 febbraio debutta nella serie cadetta nella partita in casa della Salernitana, rilevando Massimo Coda nel finale. Il 16 marzo successivo segna il primo gol nel campionato cadetto, in occasione della sconfitta casalinga contro lo Spezia (2-3).
Rimane in Campania fino al 30 gennaio 2020, giorno in cui viene ceduto in prestito al Crotone. Il 15 febbraio segna il primo gol con i pitagorici nella sconfitta in casa della Juve Stabia (3-2).
Dopo una stagione disputata al Fujairah negli Emirati, nel gennaio 2022 torna  all’Heracles.

### Nazionale
Ottiene la prima presenza con la nazionale svedese il 13 giugno 2017 in amichevole contro la Norvegia, subentrando al 68' a John Guidetti e realizzando all'81' il gol del definitivo 1-1.

## Statistiche

### Presenze e reti nei club
Statistiche aggiornate al 14 gennaio 2025.
| Stagione               | Squadra                | Campionato             | Campionato | Campionato | Coppe nazionali | Coppe nazionali | Coppe nazionali | Coppe continentali | Coppe continentali | Coppe continentali | Altre coppe | Altre coppe | Altre coppe | Totale | Totale |
| Stagione               | Squadra                | Comp                   | Pres       | Reti       | Comp            | Pres            | Reti            | Comp               | Pres               | Reti               | Comp        | Pres        | Reti        | Pres   | Reti   |
| ---------------------- | ---------------------- | ---------------------- | ---------- | ---------- | --------------- | --------------- | --------------- | ------------------ | ------------------ | ------------------ | ----------- | ----------- | ----------- | ------ | ------ |
| 2009-2010              | Heracles Almelo        | ED                     | 14+1       | 3          | CO              | 0               | 0               | -                  | -                  | -                  | -           | -           | -           | 15     | 3      |
| 2010-2011              | Heracles Almelo        | ED                     | 32+2       | 8+2        | CO              | 1               | 0               | -                  | -                  | -                  | -           | -           | -           | 35     | 10     |
| 2011-2012              | Heracles Almelo        | ED                     | 33         | 4          | CO              | 5               | 2               | -                  | -                  | -                  | -           | -           | -           | 38     | 6      |
| 2012-gen. 2013         | Heracles Almelo        | ED                     | 18         | 9          | CO              | 3               | 4               | -                  | -                  | -                  | -           | -           | -           | 21     | 13     |
| gen.-giu. 2013         | Anderlecht             | D1                     | 3          | 1          | CB              | 1               | 0               | UCL                | 0                  | 0                  | SB          | 0           | 0           | 4      | 1      |
| lug.-ago. 2013         | Anderlecht             | D1                     | 2          | 0          | CB              | 0               | 0               | UCL                | 0                  | 0                  | SB          | 1           | 0           | 3      | 0      |
| Totale Anderlecht      | Totale Anderlecht      | Totale Anderlecht      | 5          | 1          |                 | 1               | 0               |                    | 0                  | 0                  |             | 1           | 0           | 7      | 1      |
| ago. 2013-2014         | Feyenoord              | ED                     | 19         | 1          | CO              | 3               | 1               | UEL                | 2                  | 0                  | -           | -           | -           | 24     | 2      |
| 2014-2015              | Willem II              | ED                     | 29         | 11         | CO              | 1               | 0               | -                  | -                  | -                  | -           | -           | -           | 30     | 11     |
| 2015-2016              | Qarabağ                | PL                     | 23         | 7          | CA              | 3               | 3               | UEL                | 6                  | 1                  | -           | -           | -           | 32     | 11     |
| 2016-2017              | Heracles Almelo        | ED                     | 29         | 19         | CO              | 3               | 2               | -                  | -                  | -                  | -           | -           | -           | 32     | 21     |
| 2017-gen. 2018         | Benevento              | A                      | 9          | 1          | CI              | 0               | 0               | -                  | -                  | -                  | -           | -           | -           | 9      | 1      |
| feb.-dic. 2018         | Portland Timbers       | MLS                    | 28         | 8          | USOC            | 2               | 0               | -                  | -                  | -                  | -           | -           | -           | 30     | 8      |
| gen.-giu. 2019         | Benevento              | B                      | 13+1       | 4+0        | CI              | 0               | 0               | -                  | -                  | -                  | -           | -           | -           | 14     | 4      |
| 2019-gen. 2020         | Benevento              | B                      | 12         | 2          | CI              | 1               | 0               | -                  | -                  | -                  | -           | -           | -           | 13     | 2      |
| Totale Benevento       | Totale Benevento       | Totale Benevento       | 34+1       | 7          |                 | 1               | 0               |                    | -                  | -                  |             | -           | -           | 36     | 7      |
| gen.-giu. 2020         | Crotone                | B                      | 11         | 3          | CI              | 0               | 0               | -                  | -                  | -                  | -           | -           | -           | 11     | 3      |
| 2020-2021              | Fujairah               | PL                     | 22         | 8          | AGC+PC          | 3+1             | 1+0             | -                  | -                  | -                  | -           | -           | -           | 26     | 9      |
| 2021-2022              | Heracles Almelo        | ED                     | 9+2        | 1          | CO              | 0               | 0               | -                  | -                  | -                  | -           | -           | -           | 11     | 1      |
| 2022-2023              | Heracles Almelo        | EED                    | 34         | 17         | CO              | 2               | 0               | -                  | -                  | -                  | -           | -           | -           | 36     | 17     |
| Totale Heracles Almelo | Totale Heracles Almelo | Totale Heracles Almelo | 169+5      | 61+2       |                 | 14              | 8               |                    | -                  | -                  |             | -           | -           | 188    | 71     |
| 2023-gen. 2024         | Al-Kholood             | D1                     | 14         | 2          | KCC             | 1               | 0               | -                  | -                  | -                  | -           | -           | -           | 15     | 2      |
| 2024                   | Shenzhen Xin Pengcheng | CSL                    | 12         | 2          | CC              | 0               | 0               | -                  | -                  | -                  | -           | -           | -           | 12     | 2      |
| Totale carriera        | Totale carriera        | Totale carriera        | 372        | 113        |                 | 30              | 13              |                    | 8                  | 1                  |             | 1           | 0           | 411    | 127    |

### Cronologia presenze e reti in nazionale
| Cronologia completa delle presenze e delle reti in nazionale ― Svezia | Cronologia completa delle presenze e delle reti in nazionale ― Svezia | Cronologia completa delle presenze e delle reti in nazionale ― Svezia | Cronologia completa delle presenze e delle reti in nazionale ― Svezia | Cronologia completa delle presenze e delle reti in nazionale ― Svezia | Cronologia completa delle presenze e delle reti in nazionale ― Svezia | Cronologia completa delle presenze e delle reti in nazionale ― Svezia | Cronologia completa delle presenze e delle reti in nazionale ― Svezia |
| Data                                                                  | Città                                                                 | In casa                                                               | Risultato                                                             | Ospiti                                                                | Competizione                                                          | Reti                                                                  | Note                                                                  |
| --------------------------------------------------------------------- | --------------------------------------------------------------------- | --------------------------------------------------------------------- | --------------------------------------------------------------------- | --------------------------------------------------------------------- | --------------------------------------------------------------------- | --------------------------------------------------------------------- | --------------------------------------------------------------------- |
| 13-6-2017                                                             | Oslo                                                                  | Norvegia                                                              | 1 – 1                                                                 | Svezia                                                                | Amichevole                                                            | 1                                                                     | 69’                                                                   |
| 31-8-2017                                                             | Sofia                                                                 | Bulgaria                                                              | 3 – 2                                                                 | Svezia                                                                | Qual. Mondiali 2018                                                   | -                                                                     | 85’                                                                   |
| Totale                                                                |                                                                       | Presenze                                                              | 2                                                                     |                                                                       | Reti                                                                  | 1                                                                     |                                                                       |

## Palmarès

### Club

#### Competizioni nazionali
- Coppa dei Paesi Bassi: 1

Heerenveen: 2008-09
- Campionato belga: 1

Anderlecht: 2012-2013
- Supercoppa del Belgio: 1

Anderlecht: 2013
- Campionato azero: 1

Qarabağ: 2015-16
- Coppa d'Azerbaigian: 1

Qarabağ: 2015-16
- Eerste Divisie: 1

Heracles Almelo: 2022-2023